# قره‌بابا (اوجان شرقی)
قره‌بابا  یکی از روستاهای استان آذربایجان شرقی است که در دهستان اوجان شرقی بخش تیکمه‌داش واقع شده است.این روستا بر اساس آمار رسمی (اطلاعات آماری جامعه روستایی) ٣٬٠٨۵ نفر جمعیت دارد.